# 扎里謝
50°6′39″N 23°51′26″E / 50.11083°N 23.85722°E
扎里謝（羅馬化：Zaryshche）是烏克蘭西部的村莊，隸屬利維夫州的利維夫區。該村始建於1582年，面積11.5平方公里，2001年人口79，人口密度每平方公里68.7人。